# Storvretacupen
Storvretacupen är en turnering i innebandy, som spelas kring nyårsskiftet varje år på olika platser runtom i Uppsala.
Cupen arrangerades för första gången år 1994 och är med sina 680 anmälda lag världens största innebandycup. Storvretacupen arrangeras av Storvreta IBK och Uppsala kommun.
Alla matcher förutom finalen är 2x15 minuter långa. Finalen är 2x20 minuter.
Säsongen 2020–2021 ställdes tävlingen in på grund av Coronapandemin.

## Segrare av Storvretacupen 2014
- P99 A-final: GGIK Röd - Jakobsberg 4-2
- Damer A-final: Storvreta IBK - Gottsunda IBF 2-0
- Damer B-final: Storvreta Ungdom IBK - GrIFK FIGRK (Finland) 2-1
- Damjuniorer A: Rönnby IBK U - Älvsjö 4-1
- F97 A-final: Rönnby IBK U - Täby 7-1
- F97 B-final: FBC Akatemia - Bergs IK 5-0
- F98 A-final: Huddinge IK - Stenhagens KK 4-1
- F98 B-final: Rasbo IK - Westends Indians 4-1
- Herrar A-final: Storvreta Ungdom IBK - Rasbo 3-2
- Herrar B-final: Bele Barkarby - Björklinge 7-2
- Herrjunirorer A, A-final: Järfälla IBK -Tapanilan Erä 7-4
- Herrjunirer A, B-final: FBC Uppsala Ungdom - Nacka Wallenstam 3-2
- Herrjuniorer B, A-final: Lindås Waves - Älvsjö AIK 4-2
- Herrjuniorer B, B-final: Hagunda IF - Rotebro 4-0
- P97 A-final: Skälby IBK - Farsta 3-1
- P97 B-final: Hagunda IF - Helsingborg 2-1
- P98 A-final: OLS - Telge 2-1
- P98 B-final: Skälby IBK - SSV White 3-0
- Mika Kohonen Trophy: Tellus IF röd - SIBK Örnarna 1 6-1